# 落釘
「落釘」，是香港地產業的一種投機方法術語，意指財團或個別人士買入住宅單位、工商廠廈、鄉村地皮、田地，等待將來舊樓重建收購或新市鎮發展時獲得賠償。例如，以香港現時法規，樓齡超過50年的住宅，有七成業權同意就可申請整棟樓宇強制拍賣，統一地段業權。即擁有兩成或以上的業權，便可左右整項拍賣收購，投機者可以此作為籌碼，與另一持份者談判，從中獲得更多利益。

## 概況
位處香港市區而樓齡超過或接近五十年的舊樓，往往成為投機者的「落釘」目標，如樓宇單位伙數不多，有利於取得較多業權份數，便可左右拍賣，將來有人整幢收購時，更可增加籌碼向收購者索取高價。進行「落釘」投機的可以是財團、個人、小型地產代理、受託於大發展商的舊樓併購中介公司、測量司行及各種名目的私人公司。為避開外界得知，收購行動經常使用海外註冊公司名議購入。